# Elizabeth Peabody

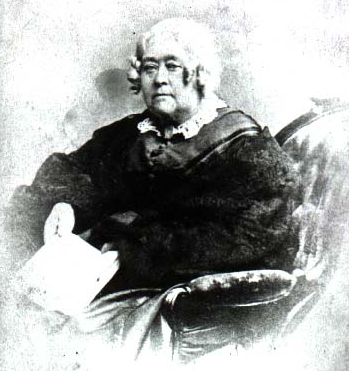
Elizabeth Palmer Peabody

Elizabeth Palmer Peabody (ur. 16 maja 1804, zm. 3 stycznia 1894) – amerykańska nauczycielka, działaczka na rzecz praw kobiet i praw rdzennej ludności amerykańskiej, założycielka pierwszego przedszkola w Stanach Zjednoczonych.

## Życie i praca
Urodziła się 16 maja 1804 w Billerica w stanie Massachusetts, jako najstarsza z sześciorga dzieci Elizy Palmer Peabody i Nathaniela Peabody. Dziadek ze strony matki, Joseph Pierce Palmer, brał udział w buncie herbacianym (Boston Tea Party) w 1773, był uczestnikiem Bitwy pod Lexington w 1775, walczył w Armii Kontynentalnej jako adiutant swego ojca.
Początkowo oboje rodzice byli nauczycielami, potem ojciec zdobył wykształcenie medyczne, by ostatecznie zostać dentystą. Często się przeprowadzali. Mieszkali kolejno w Cambridge, Salem i Lancaster. Głównym źródłem utrzymania rodziny były szkoły z internatem, które zakładała matka w ich kolejnych domach. Elizabeth została nauczycielką już w wieku szesnastu lat.
W 1822 Elizabeth przeniosła się do Bostonu, gdzie próbowała otworzyć własną szkołę, a następnie zatrudniła się jako guwernantka w Hallowell w stanie Maine, ostatecznie jednak wróciła do Bostonu, gdzie razem z siostrą Mary założyła szkołę dla dziewcząt w dzielnicy Brookline. Miały tyle uczennic, że otworzyły drugą szkołę w dzielnicy Beacon Hill i sprowadziły do Bostonu resztę rodziny.
W 1834 razem z Amosem Bronsonem Alcottem (ojcem Louisy May Alcott, wtedy dopiero dwuletniej) założyła eksperymentalną szkołę dla chłopców Temple School. Metoda nauczania Alcotta − podobna do metody sokratycznej − spotkała się jednak z dezaprobatą społeczną; jego dyskusje z uczniami na temat Ewangelii uznano za bluźniercze, a rozmowy na temat narodzin i obrzezania oceniono jako nieprzyzwoite. Elizabeth, która uczyła w Temple School łaciny, matematyki i geografii, a także zapisywała dialogi Alcotta z uczniami, które opublikowała w 1835 (A Record of Mr. Alcott's School), zerwała współpracę z Alcottem dwa lata przed ostatecznym szkoły, które nastąpiło w 1841.
W 1839 otworzyła w Bostonie księgarnię i bibliotekę przy West Street numer 13. W tym samym budynku z siostrą Mary prowadziła szkołę. Księgarnia stała się miejscem spotkań bostońskich intelektualistów. W tym czasie Elizabeth zarządzała wydawaniem (jako business manager) pisma Klubu Transcendentalistów The Dial. Przy okazji „odkryła” i wspierała początkującego wówczas pisarza Nathaniela Hawthorne.
W 1850 zamknęła księgarnię i wróciła do nauczania. Promowała metodę nauczania historii w oparciu o mnemotechnikę opracowaną przez generała Józefa Bema, którą wydała drukiem na prośbę Boston Board of Education.
Po śmierci matki w 1853 razem z ojcem przyłączyła się na krótko do utopijnej komuny Ruritan Bay Union w New Jersey. W 1855 wzięła udział w konwencji na rzecz uprawnienia kobiet.
W 1860 zainteresowała się niemieckim ruchem tworzenia „ogródków dziecięcych”. Razem z siostrą Mary założyła pierwszy ogródek dziecięcy (kindergarten) w Stanach Zjednoczonych. W 1863 wydały wspólnie poradnik Moral Culture in Infancy and Kindergarten Guide. (Moralny rozwój dziecka w przedszkolu – proradnik), w którym stara się wyjaśnić na czym polega metoda Friedricha Froebla wychowania dzieci. W 1876 zaprezentowały przykładowy kindergarten na Wystawie Światowej w Filadelfii.
Pod koniec życia zaangażowała się w sprawę praw Indian Amerykańskich. Sponsorowała działalność Indianki z plemienia Pajutów, Sary Winnemucca.
Zmarła 3 stycznia 1884 w swym domu w Jamaica Plain. Została pochowana na cmentarzu w Concord w stanie Massachusetts. Na jej grobie umieszczono napis: Every humane cause had her sympathy And many her active aid. (Darzyła sympatią wszystkich ludzi, a wielu aktywnie pomogła).